# لینا مگئول
لینا ماریا مگئول (متولد ۱۵ اوت ۱۹۹۴) یک فوتبالیست زن اهل کشور آلمان است. او در حال حاضر برای [[باشگاه فوتبال بایرن مونیخ (زنان)و تیم ملی آلمان بازی می‌کند.

## حرفه باشگاهی

### جوانان
لینا مگئول کار خود را به‌طور حرفه از باشگاه جوانان Hörder آعاز کرد و از سال ۱۹۹۹ تا ۲۰۰۲ برای تیم بازی میکرد. او شش سال را با Hombrucher SV که در آن هم تیمی‌هایش همگی پسر بودند گذراند. در سال ۲۰۰۸ او نقل مکان کرد و در این دوره و در انجمن تیم دختران مدرسه شبانه روزی فوتبال و دو و میدانی به عضویت تیم جوانان SuS Kaiserau C (پسران) در آمد.

### بزرگسالان
یک سال بعد او کار خود را در تیم بزرگسالان اف اس وی گوترسلوه آغاز کرد و با پیوستنش به این تیم کمک کرد تا به بوندس‌لیگا صعود کند.
در فصل ۱۳-۲۰۱۲ با امضای قراردادی با باشگاه فوتبال وولفسبورگ به این تیم پیوست .وی اولین بازی خود را در بوندس لیگا در تاریخ ۲۳ سپتامبر ۲۰۱۲ با نتیجه پر گل ۰-۶ مقابل تیم وی اف ال زیندلفینگن انجام داد.تنها چهار روز پس از آن او اولین حضور خود در لیگ قهرمانان اروپا زنان را همراه با تیم وولفسبورگ و با پیروزی خارج ار خانه و با نتیجهٔ ۱-۵ مقابل تیم لهستانی اونیا راسیبورز انجام داد.مگئول اولین گل خود را در لیگ برای باشگاه وولفسبورگ و در مقابل تیم پیشینش گوترسلوه و در بازی که با نتیجهٔ ۱-۱۰ به نفع وولفسبورگ پایان یافت به ثمر رساند.او همراه با تیم وولفسبورگ در فصل ۱۳-۲۰۱۲ موفق به انجامسه گانه شد.در ۱۲ نوامبر ۲۰۱۴ وی دوگل را در بازی مقابل تیم اس وی نویلنباخ به ثمر رساند تا به تیمش کمک کند که از مرحلهٔ یک چهارم نهایی بگذرد.
در ۲۱ مه ۲۰۱۵ او قراردادش را تا سال ۲۰۱۸ با تیم وولفسبورگ تمدید کرد.علاوه بر آن او به‌طور قرضی به تیم فرایبورگ داده شد تا شانس بیشتری برای توسعه حرفه خود داشته باشد.در مه ۲۰۱۶ قرار داد قرضی وی با تیم فرایبورگ برای یکسال دیگر و تا سال ۲۰۱۷ تمدید شد.

## حرفه بین‌المللی
از سال ۲۰۰۸ نمایندگی تیمهای تاریخ جوانان آلمان توسط فدراسیون فوتبال آلمان به لینا مگئول داده شده‌است. در سال ۲۰۱۰ و ۲۰۱۱ او در لیگ قهرمانان زیر 17 زنان اروپا بازی کرد و همراه تیم ملی آلمان در جایگاه سوم این رقابتها به کار خود پایان داد. او در سال ۲۰۱۲ نیز در جام جهانی فوتبال زنان زیر ۲۰ سال در ژاپن همراه تیم آلمان بود. در گروه دوم بازی برابر غنابا مگئول به ثمر رساند و تنها گل پیروزی این تیم را در این بازی و در زمان آسیب دیدگی خود در نیمه دوم زد تا به تیم آلمان کمک تا در مرحله یک چهارم خود را تثبیت کند. آلمان سرانجام به مرحلهٔ نهایی رسیده اما نتیجه را ۰-۱ به آمریکا واگذار کرد. در سال ۲۰۱۳ او در سال رقابتهای یوفا زنان زیر 19 سال در ولز شرکت کرد و به نیمه نهایی رسید اما تیم آلمان شکست ۲-۱ به تیم فرانسه باخت. در دومین حضور خود جام جهانی فوتبال زنان زیر ۲۰ سال در کشور کانادا, آلمان در شرایطی که مگئول را کاپیتان این تیم بود پس از وقت‌های اضافه و با پیروزی یک صفر توانست تیم نیجریه را شکست دهد و قهرمان این مسابقات شود.
در تاریخ ۱۳ اکتبر ۲۰۱۵، مگئول (به همراه مندی ایسلاکر) به تیم ملی فوتبال زنان آلمان فراخوانده شد تا برای اولین بار در آماده سازی برای انتخابی مسابقات فوتبال زنان اروپا ۲۰۱۷ مقدماتی در برابر روسیه و ترکیهاست حضور داشته باشد.
| مگئول – گلهای زده برای تیم آلمان | مگئول – گلهای زده برای تیم آلمان | مگئول – گلهای زده برای تیم آلمان | مگئول – گلهای زده برای تیم آلمان | مگئول – گلهای زده برای تیم آلمان | مگئول – گلهای زده برای تیم آلمان | مگئول – گلهای زده برای تیم آلمان                    |
| #                                | تاریخ                            | محل                              | حریف                             | نمره                             | نتیجه                            | رقابت                                               |
| -------------------------------- | -------------------------------- | -------------------------------- | -------------------------------- | -------------------------------- | -------------------------------- | --------------------------------------------------- |
| 1.                               | 25 اکتبر 2015                    | سندهوسنهای آلمان                 | ترکیه                            | ۵-۰                              | ۷-۰                              | مرحله مقدماتی مسابقات فوتبال زنان اروپا ۲۰۱۷ گروه ۵ |
| 2.                               | 25 اکتبر 2015                    | سندهوسنهای آلمان                 | ترکیه                            | ۶-۰                              | ۷-۰                              | مرحله مقدماتی مسابقات فوتبال زنان اروپا ۲۰۱۷ گروه ۵ |

## افتخارات

### باشگاه
- لیگ قهرمانان اروپا:
  - قهرمان: ۱۳-۲۰۱۲ ، ۱۴-۲۰۱۳
- بوندسلیگا:
  - قهرمان: فصلهای ۱۳-۲۰۱۲ ، ۱۴-۲۰۱۳
- جام حذفی آلمان:
  - قهرمان:فصلهای ۱۳-۲۰۱۲ و ۱۵-۲۰۱۴

### فردی
- مدال فریتس والتر:
  - نقره: ۲۰۱۲